# Psychotria oncocarpa
Psychotria oncocarpa är en måreväxtart som beskrevs av Karl Moritz Schumann. Psychotria oncocarpa ingår i släktet Psychotria och familjen måreväxter. Inga underarter finns listade i Catalogue of Life.